# Charlotte Ackermann

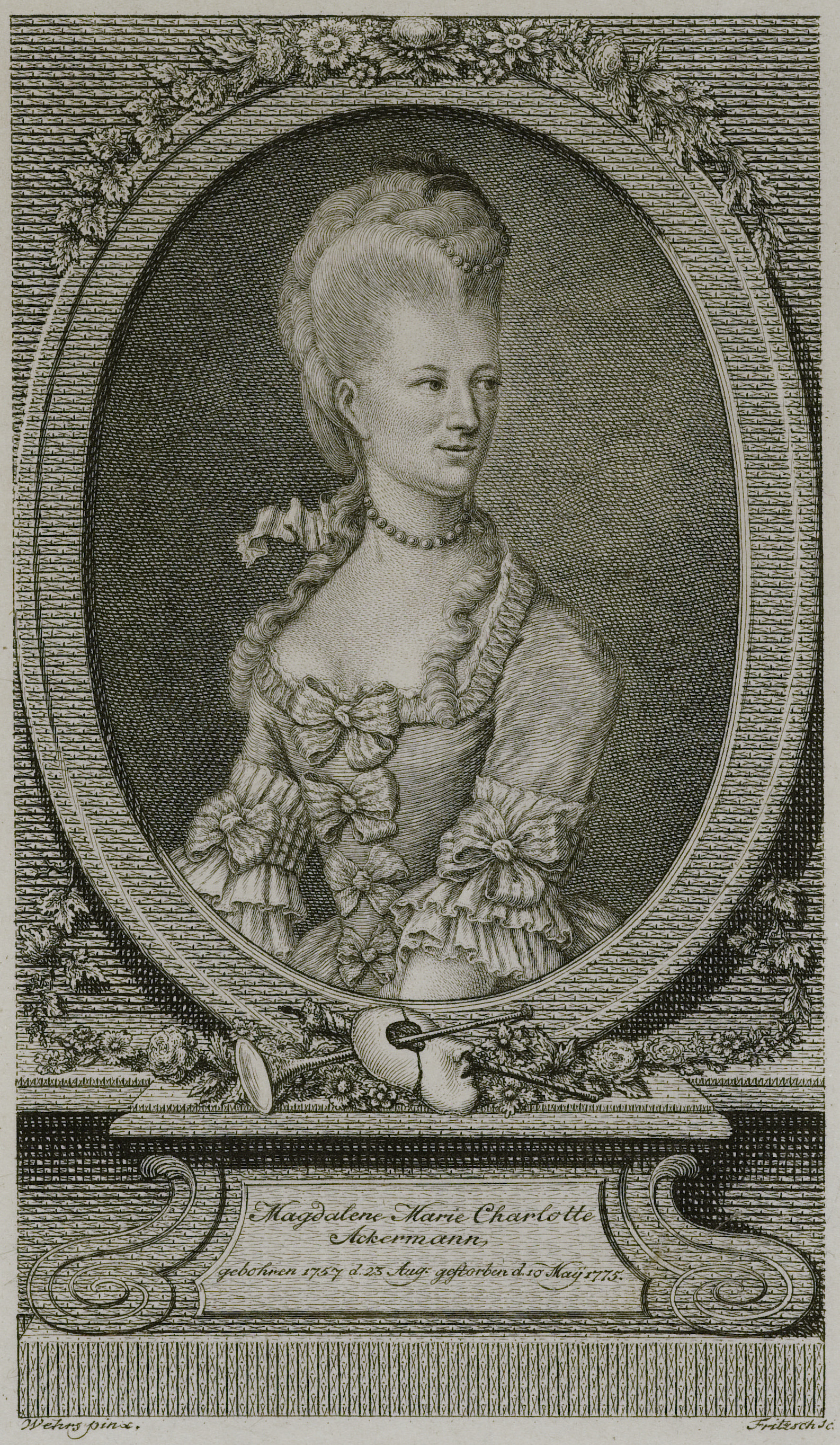
Idealisierter Kupferstich von Charlotte Ackermann, der nach ihrem frühen Tod erschien. Johann Friedrich Hermann Wehrs 1777

Marie Magdalene Charlotte Ackermann (* 23. August 1757 in Straßburg; † 10. Mai 1775 in Hamburg) war eine deutsche Schauspielerin.

## Leben
Charlotte Ackermann entstammte einer Schauspielerfamilie. Ihr Vater Konrad Ernst Ackermann hatte unter anderem mit Gotthold Ephraim Lessing zusammengearbeitet, ihre Mutter Sophie Charlotte Ackermann war ebenso als Schauspielerin tätig wie es Charlottes ältere Schwester Dorothea Caroline Ackermann, verh. Unzer, und ihr Stiefbruder Friedrich Ludwig Schröder waren.
Ihr Bühnendebüt gab Charlotte Ackermann am 16. Oktober 1761 als Louison in Molières Der eingebildete Kranke. Seit 1765 trat sie am neu errichteten Komödienhaus am Gänsemarkt in Hamburg auf und ging mit der Theatertruppe ihres Vaters auf Gastspielreisen nach Braunschweig, Altona und andere Städte Norddeutschlands. Während sie in jungen Jahren oft als Balletttänzerin zu sehen war, wurde sie im Alter von 12 Jahren bereits für die Rolle der jugendlichen Liebhaberin eingesetzt und trat ein Jahr später in Hauptrollen auf. Mit 14 Jahren begeisterte sie das Theaterpublikum in der Hamburger Uraufführung von Lessings Emilia Galotti, in der sie die Titelrolle innehatte. Wenig später trat sie als Adelheid in Goethes Stück Götz von Berlichingen auf. In Lessings Stück Minna von Barnhelm war sie die Franziska. Zu ihrer Zeit galt sie als „außerordentliches Talent voll Grazie und erfinderischen Geistes“. In den Jahren 1773 und 1774 trat sie in jeweils mehr als 35 Stücken auf, insgesamt spielte sie von 1771 bis zu ihrem Tod in 116 verschiedenen Stücken mit.
Charlotte Ackermann starb mit 17 Jahren in Hamburg, „ihr früher Tod versetzte die ganze Stadt in tiefe Trauer“. Die Vermutungen der Todesursache reichten von Selbstmord (im Zuge des sogen. „Werther-Fiebers“), über Mord durch Vergiften bis hin zu emotionaler Überanstrengung. Der Tod Charlotte Ackermanns führte zu einer bis dahin unbekannten Welle der Trauer. Die Börse wurde ausgesetzt, das Theater in Hamburg wurde für mehrere Tage schwarz behangen und das Publikum erschien in Trauerkleidung zu den Aufführungen. Charlottes Leichnam wurde für mehrere Tage aufgebahrt, sodass die Stadt von ihr Abschied nehmen konnte. Rund 4000 Menschen folgten schließlich ihrem Sarg, Johann Franz Brockmann hielt an ihrem Grab die Trauerrede. Charlotte Ackermann wurde am 14. Mai 1775 im Gewölbe der St. Petri-Kirche in Hamburg beigesetzt.

## Nachwirken

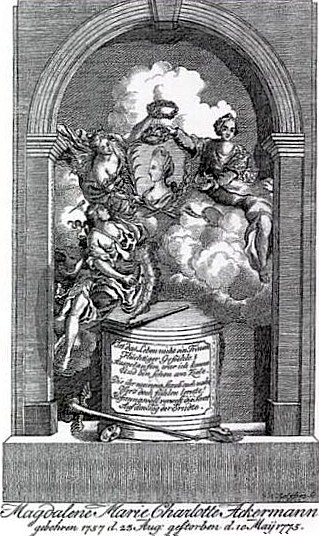
Das Denkmal für Charlotte Ackermann in der Vision Rathleffs. Thalia und Melpomene bekränzen die verstorbene Schauspielerin. Stich aus dem Jahr 1775.

Bereits wenige Tage nach ihrem Tod wurden Pläne für ein Denkmal für Charlotte Ackermann bekannt. Zahlreiche Einwohner Hamburgs spendeten in kürzester Zeit über 700 Reichstaler für ein Projekt, dessen mögliches Aussehen auf einem Frontispiz in Rathleffs Beytrag zu den Letztern Tagen der jüngeren Demoiselle M. M. Ch. A*** gezeigt wurde. Zu Zeiten, in denen Schauspielerinnen gesellschaftlich noch nicht voll anerkannt waren, stellte allein der Vorschlag eines Denkmals eine Sensation dar. Der Senat Hamburgs verbot schließlich die Errichtung des Denkmals und sogar die Veröffentlichung von Zeitungsartikeln über Charlotte Ackermann.
Nach Charlotte Ackermanns Tod kamen unzählige Werke auf den Markt, die sich mit ihrem kurzen Leben befassten. Zahlreiche Gedichte auf ihren Tod wurden verfasst und bis zum Senatsverbot in Zeitungen veröffentlicht. Charlotte Ackermann ist die Hauptfigur in Otto Müllers Roman Charlotte Ackermann, der zudem im 19. Jahrhundert als Theaterstück auf die deutschen Bühnen kam und sehr erfolgreich war. Noch 1929 veröffentlichte Albert Petersen einen Roman mit dem Titel Charlotte Ackermann.

### Zeitgenössische Werke über Charlotte Ackermann
- R** [= Ernst Lorenz Michael Rathleff]: Die letzten Tage der jüngeren Demoiselle M. M. Ch. A***; aus authentischen Quellen zum Druck befördert (1775)
- [Ernst Lorent Michael Rathleff]: Beytrag zu den Letztern Tagen der jüngeren Demoiselle M. M. Ch. A*** (1775)
- J. C. Bock: Gesammeltes Mitleiden (1775)
- J. C. Bock: Zum Gedächtnisse unserer entschlafenen Charlotte Ackermann (1775)
- J. C. Bock: Am Grabe unserer Charlotte Ackermann (1775)
- Anonym [= Albrecht Wittenberg]: Briefwechsel bey Gelegenheit des Absterbens der Demoiselle Charlotte Ackermann, einer deutschen Schauspielerinn (1775)

### Spätere Romane über Charlotte Ackermann
- Otto Müller: Charlotte Ackermann. Ein Hamburger Theaterroman aus dem vorigen Jahrhundert (1854, die gleichnamige dramatisierte Version erschien im selben Jahr)
- Albert Petersen: Charlotte Ackermann (1929)
- Eva Maria Merck: Die Freundinnen – Eine Episode aus dem Leben der Charlotte Ackermann (1965)